# Epeolus glabratus
Epeolus glabratus är en biart som beskrevs av Cresson 1878. Epeolus glabratus ingår i släktet filtbin, och familjen långtungebin. Inga underarter finns listade i Catalogue of Life.